# 刘锴 (北汉)
刘锴（10世纪？—969年），中國五代十國时北汉皇子，世祖刘旻之子，睿宗刘承钧的弟弟。
刘承钧死后没有儿子，也没有传位给弟弟。传位给了外甥刘继恩，刘继恩死后，同母异父弟刘继元（也是刘承钧、刘镐兄弟的外甥）即位。英武帝刘继元采纳小人的建议，把他的兄弟刘镐、刘承锡、刘铙幽禁在别室，不满一年他們三人就在狱中死去。刘锴也不久被杀。刘旻有孙子刘继文、劉繼欽，史书没有记载他们是谁的儿子。